# Чемпіонат України з легкої атлетики в приміщенні 1998
Чемпіонат України з легкої атлетики в приміщенні 1998 серед дорослих був проведений 11-13 лютого у Львові в легкоатлетичному манежі СКА.
Першість з легкоатлетичних багатоборств була розіграна 30 січня-2 лютого в Києві.

## Призери

### Чоловіки
| Дисципліни            | Золото                                        | Золото  | Срібло                                   | Срібло  | Бронза                                       | Бронза  |
| --------------------- | --------------------------------------------- | ------- | ---------------------------------------- | ------- | -------------------------------------------- | ------- |
| 60 метрів             | Сергій Осович Івано-Франківська область       | 6,64    | Богдан Замостяник Київ                   | 6,80    | Анатолій Довгаль Харківська область          | 6,82    |
| 200 метрів            | Роман Галкін Харківська область               | 21,51   | Богдан Замостяник Київ                   | 21,54   | Сергій Полінков Київ                         | 21,74   |
| 400 метрів            | Ростислав Местечкин Черкаська область         | 48,05   | Андрій Твердоступ Харківська область     | 48,24   | Володимир Дорош Львівська область            | 48,66   |
| 800 метрів            | Володимир Ковалик Івано-Франківська область   | 1.52,64 | Андрій Шокур Чернігівська область        | 1.53,47 | Сергій Флокій Дніпропетровська область       | 1.53,63 |
| 1500 метрів           | Сергій Лебідь Донецька область                | 3.44,00 | Анатолій Якимович Волинська область      | 3.46,09 | Іван Гешко Чернівецька область               | 3.47,97 |
| 3000 метрів           | Андрій Наумов Донецька область                | 8.19,73 | В'ячеслав Приходько Донецька область     | 8.22,33 | Ігор Сурла Чернівецька область               | 8.23,41 |
| 60 метрів з бар'єрами | Володимир Білоконь Кіровоградська область     | 7,82    | Дмитро Колесниченко Рівненська область   | 7,96    | Андрій Вінницький Вінницька область          | 8,12    |
| Стрибки у висоту      | Руслан Глівинський Одеська область            | 2,20    | Андрій Косоруков Київська область        | 2,20    | Андрій Соколовський Вінницька область        | 2,15    |
| Стрибки з жердиною    | Максим Асмолов Харківська область             | 5,40    | В'ячеслав Шутєєв Харківська область      | 5,40    | Сергій Фоменко Донецька область              | 5,20    |
| Стрибки у довжину     | Олексій Лукашевич Дніпропетровська область    | 7,92    | Дмитро Мишка Тернопільська область       | 7,77    | Роман Щуренко Дніпропетровська область       | 7,60    |
| Потрійний стрибок     | Юрій Осипенко Дніпропетровська область        | 17,01   | Сергій Ізмайлов Полтавська область       | 16,46   | Володимир Кравченко Дніпропетровська область | 16,45   |
| Штовхання ядра        | Роман Вірастюк Івано-Франківська область      | 20,63   | Олександр Клименко Київ                  | 19,83   | Василь Вірастюк Івано-Франківська область    | 18,52   |
| Семиборство           | Володимир Михайленко Дніпропетровська область | 5874    | Олександр Юрков Дніпропетровська область | 5512    | Юрій Журавський Київ                         | 5436    |

### Жінки
| Дисципліни            | Золото                                  | Золото  | Срібло                                 | Срібло  | Бронза                              | Бронза  |
| --------------------- | --------------------------------------- | ------- | -------------------------------------- | ------- | ----------------------------------- | ------- |
| 60 метрів             | Ірина Пуха Київ                         | 7,22    | Анжела Кравченко Донецька область      | 7,27    | Анжеліка Шевчук Донецька область    | 7,37    |
| 200 метрів            | Вікторія Фоменко Харківська область     | 23,57   | Тетяна Ткаліч Харківська область       | 24,30   | Наталія Пигида Київська область     | 24,70   |
| 400 метрів            | Галина Місірук Запорізька область       | 54,07   | Яна Мануйлова Київ                     | 54,29   | Тетяна Мовчан Київська область      | 54,84   |
| 800 метрів            | Оксана Кочеткова Миколаївська область   | 2.10,71 | Наталія Макух Миколаївська область     | 2.10,97 | Галина Місірук Запорізька область   | 2.11,31 |
| 1500 метрів           | Олена Городничева Запорізька область    | 4.26,11 | Тетяна Купінська Тернопільська область | 4.30,71 | Ольга Нелюбова Запорізька область   | 4.33,31 |
| 3000 метрів           | Олена Городничева Запорізька область    | 9.25,58 | Тетяна Гладир Миколаївська область     | 9.29,24 | Світлана Нехорош Донецька область   | 9.34,94 |
| 60 метрів з бар'єрами | Майя Шемчишена Одеська область          | 8,35    | Тетяна Дебела Київ                     | 8,67    | Ганна Асмолова Харківська область   | 8,68    |
| Стрибки у висоту      | Ірина Михальченко Київ                  | 1,88    | Віта Стьопіна Запорізька область       | 1,85    | Тетяна Ніколаєва Запорізька область | 1,85    |
| Стрибки з жердиною    | Наталія Калініченко Харківська область  | 3,70    | Людмила Приходько Донецька область     | 3,50    | Євгенія Савіна Харківська область   | 3,00    |
| Стрибки у довжину     | Олена Хлопотнова Харківська область     | 6,62    | Олена Шеховцова Київ                   | 6,46    | Вікторія Вершиніна Київська область | 6,32    |
| Потрійний стрибок     | Олена Говорова Київ                     | 13,88   | Тетяна Котова Дніпропетровська область | 13,56   | Оксана Деркач Вінницька область     | 13,40   |
| Штовхання ядра        | Надія Лукинів Івано-Франківська область | 15,88   | Світлана Шевченко Київська область     | 14,70   | Ганна Ярмакі Одеська область        | 12,40   |
| П'ятиборство          | Марина Щербина Київська область         | 4188    | Юлія Акуленко Дніпропетровська область | 4100    | Марина Брюхач Харківська область    | 3823    |